# Уралец-ТС
«Уралец-ТС» — российский футбольный клуб из города Нижний Тагил. Основан в 1939 году.
В первенствах СССР и России среди команд мастеров играл в 1946—1949, 1958—2006 годах под названиями «Дзержинец», «Металлург» и «Уралец». В сезоне 2006 года после 8-го тура снялся с соревнований Второго дивизиона из-за финансовых проблем и был расформирован, однако вновь был возрожден в сезоне-2011/12 в Первенстве России среди ЛФК под названием «Уралец-НТ». После пропуска сезона-2020 с 2021 года называется «Уралец-ТС». С сезона-2023 играет в дивизионе «Б» Второй лиги.

## История
С момента основания ФК «Уралец» базировался на одноимённом местном стадионе. Первое появление команды из небольшого индустриального города Свердловской области в чемпионате страны было зафиксировано в 1946 году в третьей группе. В 1947—1949 годах выступал во второй группе. Тогда клуб назывался «Дзержинец». Затем, в течение восьми лет, тагильчане проводили игры только в чемпионах РСФСР (команда «Спутник»).
После смены названия команды на «Металлург» произошло возвращение в класс «Б» в 1958 году. В 1960 и 1964 годах команда выигрывала зональные турниры, что позволило пройти в финалы РСФСР, где сначала в 60-м году тагильчане заняли в финале 4-е место (из 5 команд), а через 4 года — 6-е место (из 6 команд). В 1962 году команде вернули её первоначальное название «Уралец».
С 1971 по 1991 год «Уралец» принимал участие в соревнованиях среди команд второй лиги СССР. Лучшим результатом команды стала победа в зональном турнире (1975 г.). Однако в полуфинале команда заняла лишь шестое место из шести команд. В последнем чемпионате СССР «Уралец» занял 3-е место в зональном турнире 2-й низшей лиги.
За время выступлений в первенствах России «Уралец», в том числе — из-за постоянных изменений в структуре соревнований, успел попробовать силы сразу в трёх лигах:
- 1992 год — первая лига, Центр (8-е место из 18)
- 1993 год — первая лига, Центр (12 место из 20)
- 1994 год — вторая лига, Центр (8-е место из 17)
- 1995 год — вторая лига, Центр (16-е место из 21)
- 1996 год — третья лига, 6 зона (2-е место из 13)
- 1997 год — третья лига, 5 зона (6-е место из 18)
- 1998 год — второй дивизион, Урал (14-е место из 18)
- 1999 год — второй дивизион, Урал (8-е место из 16)
- 2000 год — второй дивизион, Урал (8-е место из 16)
- 2001 год — второй дивизион, Урал (11-е место из 16)
- 2002 год — второй дивизион, Урал (10-е место из 15)
- 2003 год — второй дивизион, Урал-Поволжье (13-е место из 20)
- 2004 год — второй дивизион, Урал-Поволжье (14-е место из 19)
- 2005 год — второй дивизион, Урал-Поволжье (11-е место из 19)

В сезоне 2006 года «Уралец» стартовал в зоне «Урал-Поволжье» второго дивизиона, однако после 8-го тура (+3=1-4, 7-10) снялся из-за финансовых проблем.
В 2011 году клуб возрождён под названием «Уралец НТ». Команда стала выступать в Первенстве России среди ЛФК, зоне «Урал-Западная Сибирь» (с 2013 года название турнира — III дивизион).
- 2011—2012 годы (сезон 2011/12) — Первенство ЛФК, зона «Урал-Западная Сибирь» (6-е место из 12)
- 2012 год (сезон 2012/13) — Первенство ЛФК, зона «Урал-Западная Сибирь» (3-е место из 11)
- 2013 год — III дивизион, зона «Урал-Западная Сибирь» (8-е место из 10)
- 2014 год — III дивизион, зона «Урал-Западная Сибирь» (11-е место из 13)
- 2015 год — III дивизион, зона «Урал-Западная Сибирь» (8-е место из 10)
- 2016 год — III дивизион, зона «Урал-Западная Сибирь» (11-е место из 11)
- 2017 год — III дивизион, зона «Урал-Западная Сибирь» (11-е место из 11)
- 2018 год — III дивизион, зона «Урал-Западная Сибирь» (11-е место из 11)
- 2019 год — III дивизион, зона «Урал-Западная Сибирь» (12-е место из 12)

В первенстве 2020 года не сыграл. В первенство 2021 года команда заявилась под названием «Уралец-ТС», где приставка «ТС» означает название холдинга «Тагильская сталь», оказавшего спонсорскую помощь.
- 2021 год — III дивизион, зона «Урал-Западная Сибирь» (7-е место из 16)
- 2022 год — III дивизион, зона «Урал-Западная Сибирь» (1-е место из 13)
- 2023 год (второе полугодие, переходный турнир) — Вторая лига, дивизион «Б», группа 4 (6-е место из 9)
- 2024 год - Вторая лига, дивизион «Б», группа 4 (8-е место из 14)

11 октября 2023 года футболисты клуба Денис Федорочев, Евгений Ситников, Кирилл Кочетов, и Кирилл Мыльников попали в ДТП. Ситников погиб на месте, а Кочетов скончался в больнице.

## Достижения
- обладатель Кубка Свердловской области 1950, 1951, 1954.
- Чемпионат Свердловской области 1957.
- победитель 2 лиги Уральской зоны первенства СССР 1960, 1964, 1975.
- финалист Суперкубка 3 дивизиона Урала и Западной Сибири 2015.

### Высшие достижения
- 8 место в Первой лиги чемпионата России 1992.
- 1/16 кубка России в сезоне 1992/1993.
- 1/16 кубка России в сезоне 1994/1995.

## Рекорды клуба
- по количеству проведённых игр[уточнить] — Юрий Ветлугаев — 485 игр.
- по забитым голам[уточнить] — Юрий Ветлугаев — 59 мячей.
- самая крупная победа: 24.05.2012. Уралец-НТ — Восход (Уфа) 11:1 (3 дивизион).
- самое крупное поражение: 12.08.2017.Металлург (Аша) — Уралец 8:0 (3 дивизион).

## Названия
- 1946—1949 — «Дзержинец».
- 1958—1961 — «Металлург».
- 1962—2006 — «Уралец».
- 2011—2019 — «Уралец-НТ».
- с 2021 — «Уралец-ТС».